# Asura griseotincta
Asura griseotincta là một loài bướm đêm thuộc phân họ Arctiinae, họ Erebidae.